# 公社鱷屬
公社鱷屬（屬名：Ayllusuchus）是鱷形超目西貝鱷科的一屬，生存於始新世早期的阿根廷。

## 發現
公社鱷屬的化石發現於阿根廷西北部的Lumbrera組地層，地質年代約4780萬到3780萬年前。